# Epipedocera subundulata
Epipedocera subundulata är en skalbaggsart som beskrevs av J. Linsley Gressitt och Yves Rondon 1970. Epipedocera subundulata ingår i släktet Epipedocera och familjen långhorningar.
Artens utbredningsområde är Laos. Inga underarter finns listade i Catalogue of Life.